# 乳糖不耐症
乳糖不耐症（にゅうとうふたいしょう、英: Lactose intolerance）とは、乳糖（ラクトース）を体内で適切に消化（分解）できない結果、消化器に生じる諸症状。世界的には乳糖不耐症はむしろ自然なことであり、決して病気ではないため、「乳糖不耐症」ではなく「乳糖不耐性」と表記すべきとの指摘もある。ラクターゼ（消化酵素）が十分には働かない。
多くの場合、消化不良や下痢などの症状を呈する。ヒトを含むほとんどの哺乳動物は、離乳するとラクターゼの活性が低下する。
成体になっても活性が続いている場合には、ラクターゼ活性持続症などと呼ばれる。また牛乳アレルギーやガラクトース血症は、乳糖不耐症とは異なる。

## 原因
乳糖不耐症は、小腸でラクターゼが十分に働かず、乳糖が分解されないことで症状を起こしている。
乳糖（ラクトース）は、腸内で作られる消化酵素のラクターゼによって加水分解されガラクトースとグルコース（ブドウ糖）に分解される。そして吸収される。しかし、ヒトを含むほとんどの哺乳動物は、離乳するとラクターゼの活性が低下する。離乳後のラクターゼの減少は、遺伝子に基づいた現象である。
ラクターゼの活性が低い人が牛乳など乳糖を含んだ食物を摂取すると、乳糖を十分に分解できないため乳糖を吸収することができない。その結果、腸内に乳糖が残ってしまうことで乳糖不耐症の諸症状が発生する。
乳糖不耐症は健康であっても、哺乳類であれば起こりうる。ヒトの場合、乳製品を子供の頃から摂取してきた人を除き、大抵の大人の腸内ではラクターゼの分泌が少ないことが知られている。ただし乳糖不耐症でも、ラクターゼが全く存在しない場合もあれば、存在しても充分な量がないだけの場合もあるので、乳糖の許容量には個体差がある。
この乳糖不耐による自覚症状がない者も含めて、ラクターゼの活性の低下が見られる場合は乳糖不耐症としてカウントし、乳糖（主に牛乳の摂取）の有害性を主張する例も見られる。

## 集団・地域間の差

乳糖を消化できる成人の割合（推定値）。乳糖を消化できる成人が過半数を占めるのはヨーロッパ北部など一部の地域に限られる。

乳糖不耐症の割合は、集団や地域によって大きく異なる。ヨーロッパ北部では乳糖不耐症の人は5%と少ないが、アジアの多くの地域では成人の90%が乳糖不耐症である。世界全体を見ると、平均して約65%の人が乳幼児期を過ぎてから何らかの形で乳糖不耐症を経験する。大半の人間にとって乳糖不耐症は自然なことであり、決して病気ではないため、日本語では「乳糖不耐症」ではなく「乳糖不耐性」と表記すべきとの考えもある。

## 歴史
乳糖が原因であることが判明していなかったころは、「牛乳不耐症」などと呼ばれていた。そして乳糖不耐が原因で発生する諸症状について、古くは食物アレルギーの1つであろうと片付けられ、正確な説明がなされてこなかったという歴史がある。しかし、特に第二次世界大戦後、日本のような一般に栄養状態の悪かった地域において、栄養状態改善のための施策を行うにあたって、牛乳の飲用で体調を崩すため飲めない者が多数居ることが問題となった。この牛乳によって起こる、主に消化器系の諸症状の原因が、牛乳に含まれる乳糖を消化できないことが原因であることが明確になったのは、1958年に発表された次の論文によってだと言われる。この研究が発表されて後、一気に乳糖不耐症についての研究が進んだと言われている。
- P. Durand (1958) "Lattosuria, idiopatica in una paziente con diarrea cronica ed acidosi", Minerva Pediat, 10:706.

## 諸症状の発生メカニズム
もし乳だけが主な栄養摂取源であれば、吸収不良から低血糖症が起こることがある。
乳糖不耐症ではしばしば下痢が発生する。これは、乳糖の水への溶解度はそれほど高いわけではないものの、それでも水に溶解するので分解されることなく小腸を通り過ぎた乳糖は、大腸内の浸透圧を上げてしまう。すると腸壁から水分が出てきて便が軟化し浸透圧性下痢が発生する。
さらに腸内の微生物には乳糖を利用する種類もあり、乳酸や二酸化炭素、水素、メタンなどが発生する。その酸によって、便のpHが6を下回ると、大腸を刺激してその蠕動運動を強めてしまうことも下痢の原因となる。さらにこれは、腹痛や腹鳴などの原因にもなる。また、腸管内で発生した二酸化炭素などは気体となるため、腹部膨満を感じる場合もある。
これらの下痢の挙動は狭義のオリゴ糖（難消化性）を摂取した時と同一であるが、こちらでは「腸内環境の改善」と表現されることが多い。

## 位置付け
ラクターゼの減少は、成長した哺乳類全般に起こることであって異常とは言えない。哺乳類は、授乳期が過ぎると、ほぼ例外なくラクターゼの活性が低下してしまう。したがって、授乳期が過ぎた哺乳類が乳糖不耐症であっても、それを病気だとは言えない。これがいわゆる遅発性の乳糖不耐である。
ただし、ごくまれに先天的にラクターゼが欠損している人も居り、この場合は出生時から乳糖不耐症となる。これが先天性の乳糖不耐である。これは明らかな異常であり、治療の対象となる。しかし、授乳期が終われば生死に関わる類のものではない（遅発性の乳糖不耐は異常ではない）ので、乳児の期間だけ、チラクターゼなどの乳糖分解酵素製剤を経口で投与するという対症療法を行ったり、母乳ではなく乳糖不耐症の乳児向けの特殊なミルクを与えるといったことをして対処する。
また、以上のような遺伝的な問題とは別に、後天的に乳糖不耐症となるケースもある。その原因としては、
- セリアック病や熱帯性スプルーなどの腸の病気。
- 酷い低栄養状態（飢餓）などが原因で腸が機能低下している場合。
- ネオマイシン、カナマイシン、コルチシンなどの薬物を使用したことによる副作用。
- 消化管を広範に切除する手術を受けた場合。

などが挙げられる。そしてこれは後天性の乳糖不耐と呼ばれ、遅発性の乳糖不耐とは区別される。

## 診断
診断には色々な方法があるが、簡便な方法として、乳糖不耐症によると思われる諸症状が出る者にラクターゼ製剤を服用させるというものがある。服用した結果、無症状となったり症状が軽減した場合は、乳糖不耐症に間違いないであろうと診断される。

### ガラクトース血症との違い
乳糖不耐症と同様に、乳糖の摂取も問題となるガラクトース血症というものが存在する。この両者は混同される場合もあるが、発症のメカニズムは全く別物である。乳糖不耐症は上記の通り腸管でのラクトース（乳糖）の分解がうまくいかないことが原因だが、ガラクトース血症は遺伝子の異常のためにガラクトースの代謝に関わる酵素がうまく作れないことや、小腸で吸収されたガラクトースが流れる門脈の異常が原因。つまり、乳糖不耐症は乳糖そのものが原因で起こるわけだが、ガラクトース血症は乳糖が分解されて出てくるガラクトースが原因で起こるわけである。したがって、乳糖不耐症だけであれば、ガラクトースを摂取しても何も問題は起こらない。また、ガラクトース血症は血液中にガラクトースが異常高濃度で存在することによって起こる問題、すなわち身体の「内側」で起こっている問題だが、乳糖不耐症は腸管内という身体の「外側」で起こっている問題に過ぎないので、乳糖が腸管から便と共に排出されてしまえば症状は治まるのである。ちなみに、ガラクトース血症は最悪の場合死亡に至るため、乳糖不耐症よりもずっと厳密な管理が必要となることが多い。

### 乳製品アレルギーとの違い
乳糖不耐症と同様に、乳製品の摂取が問題となるアレルギーも存在する。この両者も混同される場合もあるが、やはりこれらも全くの別物である。乳製品アレルギーは、あくまで免疫系（生物分野）の問題であって、乳製品そのものに生体が過剰反応しているのである。こちらは、最悪の場合アナフィラキシーショックを起こして死亡する場合もある。一方、乳糖不耐症は、物理的問題（腸管内の浸透圧の異常上昇や、発生した気体の振る舞いや、腸管内のpHの変化などの関係）であり、これを受けての身体の反応に過ぎない。乳糖不耐症は、乳糖だけが問題となっているので、軽度の乳糖不耐であれば、生乳では症状が出ても、それを原料としているヨーグルトなどでは症状が出ないこともある。乳酸醗酵の際に10%〜30%程度の乳糖が乳酸菌によって乳酸に変えられてしまうが、このために、軽度の乳糖不耐症であれば、乳酸醗酵された乳製品の摂取では症状が出ないこともある。しかし、ヨーグルトになる程度の乳酸醗酵で消費される乳糖は、せいぜい約30%止まりであるため、ヨーグルトでは、どんなに少なくても生乳に含まれている7割程度の乳糖が残存している。したがって、生乳を摂取した時と同じように症状が出る場合もある。なお、生乳中の乳糖を人工的に分解した乳糖分解乳というものも存在し、100%乳糖が分解されている製品であれば、これを飲んでも、乳糖不耐症の場合は一切症状が出ない。しかし、乳製品アレルギーの場合は、いずれの場合でも一定量の乳製品を摂取すると症状が出る。
なお、乳糖不耐症も、小児の食物アレルギーも、共に症状が改善することがあることで知られている。しかし、完全な乳糖不耐症者に対しての乳製品摂取の無理強いは禁物である。さらに、食物アレルギーについては医師の指導監督の下で、いつでも救命措置を行える場でないと命の危険があるので、絶対に家庭などで治療しようとしてはならない。

## 乳糖耐性の成体がいる理由
本来は授乳期が過ぎるとラクターゼの活性が低下し、乳糖不耐となるはずの哺乳類に属するのにもかかわらず、ヒトの場合は、成体となっても乳糖不耐とならない個体が多数存在する。この中には乳児の時と比べてラクターゼの活性が低下しているものの、乳糖不耐の症状が出ていないだけの、いわゆる「乳糖不耐症の予備軍的な個体」も含まれているとも言われるが、それにしても乳糖耐性の成体がいるということは、哺乳類としては特異である。
これを説明するに当たって、ヒトは離乳後も牛乳などの乳汁を飲み続けているための順応の結果であるという説と、遺伝子の変異の結果であるという説とが存在する。つまり、離乳後にも乳糖を摂取し続ける食習慣のために乳糖耐性を持ち続けているのだという考え方と、長い年月に渡って世代を超えて乳糖を摂取し続ける生活を送ってきたために遺伝子が選択されてきた結果として乳糖耐性を持ち続けているのだという考え方である。
前者の説を支持する事象としては、次のようなものがある。
- 毎日連続して牛乳を摂取した場合には、乳糖不耐による諸症状が改善することもあること。
- 同じ人種・民族でも、生活環境によって乳糖不耐症の発生頻度に差がある[9]。

これらの事象のように、人種・民族によらず、その生活スタイルが変われば、乳糖不耐症が治ったり、逆に乳糖不耐症になってしまったりすることが挙げられる。
後者の説を支持する事象としては、次のようなものがある。
- 同じヒトであるにもかかわらず、民族や人種によって乳糖不耐症の発生頻度に差があること。それも、伝統的に牧畜を営んできた北ヨーロッパ人は乳糖不耐症の発生頻度が低く、逆に同じコーカソイドでも南ヨーロッパ人やアーリア系のインド人やその他の地域の民族では乳糖不耐症の発生頻度が高いことが挙げられる[9]。また、アジアは発生頻度が95%と高い[14][15]。
- アメリカ合衆国に住む白人系移民は、その子孫も含めて乳糖不耐症の発生頻度が低い。これに関連して、同じくアメリカ合衆国に住む黒人や東アジア系の移民の乳糖不耐症の発生頻度は、同地域に住む白人の乳糖不耐症の発生頻度よりも高い[16]。これらのように、人種・民族が乳糖不耐症の発生頻度に関係していることを示すと思われる事象が存在することが挙げられる。

## 対処
乳糖不耐症への対処としては、さまざまな方法が考えられてきた。次のようなものが存在する。
- 乳糖だけが問題なのだから、乳糖の摂取を避けたり、控えたりする。
  - 乳製品を摂取しない、または、乳製品の摂取を制限する。
  - 生乳などではなく、醗酵乳のように、乳糖が微生物によって分解された食品に切り替える。
  - 母乳、通常の粉ミルク、生乳などではなく、乳糖を含まない特殊ミルクや乳糖分解乳に切り替える。なお、国内では乳糖含有率が通常の約５分の１の低乳糖牛乳が販売されているが、乳糖含有率0.1~0.01%以下の無乳糖牛乳（ラクトースフリーミルク）は市販されていない[17]。
- 乳糖不耐を改善する試みをする。
  - ヨーグルトのような乳酸醗酵された醗酵乳を摂取して、その中で生存している乳酸菌の持つ乳糖分解酵素を腸管に補給すると、乳糖はよりよく吸収され、下痢の報告も少なくなる[18]。
  - おもに大豆や米を由来とする植物性乳酸菌は、腸に長く留まるとされ、かつ発酵乳のように乳糖が含まれていないため、乳糖不耐症の心配もない。
  - ラクターゼ製剤を服用する[1]。欧米で何種類かのラクターゼ製剤が市販されている[1]。国内でも海外から個人輸入を行うか、ガランターゼ、ミルラクト、カラシミーゼ、オリザチームなどの処方薬の処方により使用することができる[17]。
  - 連日牛乳を飲み続けるなどして、腸内のラクターゼ活性が上がることを期待する。小腸でのラクターゼ活性は遺伝的要因の影響が大きく、後天的に活性を上げるのは難しいが、大腸でのそれは、宿主の遺伝子には制約されない腸内細菌が担っている[19]。よって、乳糖を消費する種類の腸内細菌を増やすことにより、下痢などの症状を抑えることができる。副作用として、乳糖を消費する菌の多くは善玉菌なので、腸内環境が改善される。[20]

ただし、先天性の乳糖不耐症、遅発性の乳糖不耐症、後天性の乳糖不耐症、それぞれで適切な対処の方法は異なっている。また、年齢などによっても適切な対処法は異なる。上記の対処法の中には、乳糖不耐症と混同されることがある疾病（ガラクトース血症、乳製品アレルギー）には危険な対処法もあり、注意を要する。

## 著名な罹患者
- アイスマン - ミイラ遺体を分析した結果、乳糖不耐症であったことが判明している。胃の内容物の分析からも乳製品を口にしていなかったことが分かっており、羊飼いと推定されていた従来説は疑わしくなった。替わって提唱されているのは、行商人であったという説である。
- ケーシー・ストーナー - 元オートバイレーサー。ロードレース世界選手権の2009年シーズン中、体調不良がシーズン中盤に続き後半3戦を欠場した後に乳糖不耐症が原因と判明した。